# Бердкунк
Бердкунк (вірм. Բերդկունք) — село в марзі Гегаркунік, на сході Вірменії. Село розташоване у на північний захід від міста Гавар та на південний схід від міста Севан. Колись поселення розташовувалося на давньому торговельному шляху з міста Двін до міста Партав (сучасна Барда). Поруч знаходяться залишки циклопічної фортеці.